# Linea IRT Eastern Parkway
La linea IRT Eastern Parkway è una linea, intesa come infrastruttura, della metropolitana di New York situata a Brooklyn. I services che attualmente la utilizzano sono le linee 2, 3, 4 e 5

## Percorso
|  | Unknown route-map component "utCONTg" |

|  | Urban tunnel straight track |  | Unknown route-map component "utCONTg" |  |

| Unknown route-map component "dWASSERq" | Unknown route-map component "utKRZW" | Unknown route-map component "dWASSERq" | Unknown route-map component "dWASSERq" | Unknown route-map component "utKRZW" | Unknown route-map component "dWASSERq" |

|  | Urban tunnel straight track | Unknown route-map component "utCONTg" | Urban tunnel straight track |  |

|  | Urban tunnel straight track | Urban tunnel straight track | Urban tunnel stop on track |  |

|  | Unknown route-map component "utHSTACC" + Unknown route-map component "HUBaq" | Urban tunnel stop on track + Unknown route-map component "HUBq" | Unknown route-map component "utHSTACC" + Unknown route-map component "HUBeq" |  |

|  | Urban tunnel straight track | Unknown route-map component "utSTRl" | Unknown route-map component "utKRZto" | Unknown route-map component "utCONTfq" |

|  | Unknown route-map component "utKRWl" | Unknown route-map component "utKRW+lr" | Unknown route-map component "utKRWr" |  |

|  | Unknown route-map component "utCONTgq" | Unknown route-map component "utKRZto" | Unknown route-map component "utCONTfq" |  |

|  |  | Urban tunnel stop on track |

|  |  | Urban tunnel station on track |

|  | Unknown route-map component "utCONTgq" | Unknown route-map component "utKRZto" | Unknown route-map component "utCONTfq" |  |

|  |  | Unknown route-map component "utACC" |

|  |  | Unknown route-map component "uetABZgl" | Unknown route-map component "uextdENDEeq" | Unknown route-map component "tdENDEaq" | Unknown route-map component "tCONTfq" |

|  | Unknown route-map component "utBS2c2" | Unknown route-map component "utSTR+l" + Unknown route-map component "utBS2lr" | Unknown route-map component "utCONTfq" + Unknown route-map component "utBS2c3" |  |

| Unknown route-map component "dHUBa@fq" | Unknown route-map component "utdHST" + Unknown route-map component "dNULf" + Unknown route-map component "dHUBq" | Unknown route-map component "utdSTR" + Unknown route-map component "dHUBq" | Unknown route-map component "utdHST" + Unknown route-map component "dNULg" + Unknown route-map component "dHUBq" | Unknown route-map component "dHUBe@gq" |

|  | Unknown route-map component "utdSTR" | Unknown route-map component "utdHST" | Unknown route-map component "utdSTR" |  |

| Unknown route-map component "dHUBa@fq" | Unknown route-map component "utdHST" + Unknown route-map component "dNULf" + Unknown route-map component "dHUBq" | Unknown route-map component "utdSTR" + Unknown route-map component "dHUBq" | Unknown route-map component "utdHST" + Unknown route-map component "dNULg" + Unknown route-map component "dHUBq" | Unknown route-map component "dHUBe@gq" |

|  | Unknown route-map component "utCONTgq" + Unknown route-map component "utBS2c1" | Unknown route-map component "utSTRr" + Unknown route-map component "utBS2+lr" | Unknown route-map component "utBS2c4" |  |

|  |  | Unknown route-map component "utHSTACC" |

|  | Unknown route-map component "utCONTgq" | Unknown route-map component "utKRZtu" | Unknown route-map component "utCONTfq" |  |

|  |  | Urban tunnel station on track |

|  | Unknown route-map component "utCONTgq" | Unknown route-map component "utABZgr" |  |  |

|  |  | Urban tunnel stop on track |

|  |  | Urban tunnel stop on track |

|  |  | Unknown route-map component "utACC" |

|  | Unknown route-map component "utSTRc2" | Unknown route-map component "utABZg3" |  |  |

|  | Unknown route-map component "uhCONT1" + Unknown route-map component "lMSTRc1o" + Unknown route-map component "utSTRc1" | Unknown route-map component "utENDEe" + Unknown route-map component "utSTRc4" |  |  |